# Charles Frédéric Martins
Pour les articles homonymes, voir Martins.
Charles Frédéric Martins, né le 6 février 1806 à Paris et mort dans la même ville, le 7 mars 1889,, est un botaniste, géologue et médecin français. Il traduisit, en français, plusieurs ouvrages de langue allemande, notamment du poète et botaniste Johann Wolfgang von Goethe.

## Biographie
Charles Frédéric Martins est un protestant d'origine allemande. Il est passionné par les sciences naturelles. Il suivit des études de médecine, fut interne des hôpitaux de Paris en 1829 et obtint en 1834 le doctorat en médecine à Paris. il est aide-naturaliste à la faculté de médecine de Paris.
En 1839, il est nommé professeur agrégé d'histoire naturelle. Il enseigna également à La Sorbonne.
En 1851, il est nommé professeur de botanique et d’histoire naturelle à la faculté de médecine de Montpellier et directeur du jardin des plantes, charge qu'il conservera jusqu'en 1879. En 1860, il fait construire une grande serre, dans le jardin botanique de Montpellier, qui porte aujourd'hui son nom.
Il participa à de nombreuses expéditions botaniques : l'expédition de La Recherche au Spitzberg, dans le massif des Alpes franco-suisse, en Algérie, dans le désert du Sahara ainsi qu'en Égypte. Il publia ses travaux de recherches sur les plantes, mais également sur la géologie et la météorologie.
En 1849, il lance avec J.Haeghens et A.Bravais, l'Annuaire météorologique de France qui regroupe articles scientifiques et observations météorologiques. Cet annuaire est considéré comme le  premier numéro de l'annuaire de la Société Météorologique de France qui, à sa création en 1851, reprend à son compte la publication de cet annuaire sous le titre Annuaire de la société météorologique de France. Cette revue adopte en 1925 un nouveau titre : La Météorologie. Martins fait partie de la Société météorologique de France dès sa création.
Charles Frédéric Martins a entretenu une abondante correspondance avec Charles Darwin. Il était membre correspondant de la Société géologique de Londres. Il traduisit ou préfaça les ouvrages de Johann Wolfgang von Goethe, de Charles Darwin, de Ernst Haeckel ou encore de Jean-Baptiste de Lamarck.